# Comté de Colorado
Le comté de Colorado, en anglais : Colorado County, est un comté situé dans l'est de l'État du Texas aux États-Unis. Fondé le 16 janvier 1836, le siège de comté est la ville de Columbus. Selon le recensement de 2020, sa population est de 20 557 habitants. Le comté a une superficie de 2 522 km2, dont 2 494 km2 en surfaces terrestres. Son nom fait référence au fleuve Colorado qui s'écoule au Texas. 

## Organisation du comté
Le comté est fondé le 16 janvier 1836, à partir des terres des comtés d'Austin et de Mina, actuel comté de Bastrop. Il est créé en tant que municipalité, par le gouvernement provisoire du Texas. Le 17 mars 1836, il  devient un comté de la république du Texas. Après plusieurs réorganisations foncières, il devient, le 29 décembre 1845, un comté du nouvel État du Texas.
Le comté est baptisé en référence au fleuve Colorado du Texas, qui traverse le comté, du nord au sud.

## Géographie - Climat

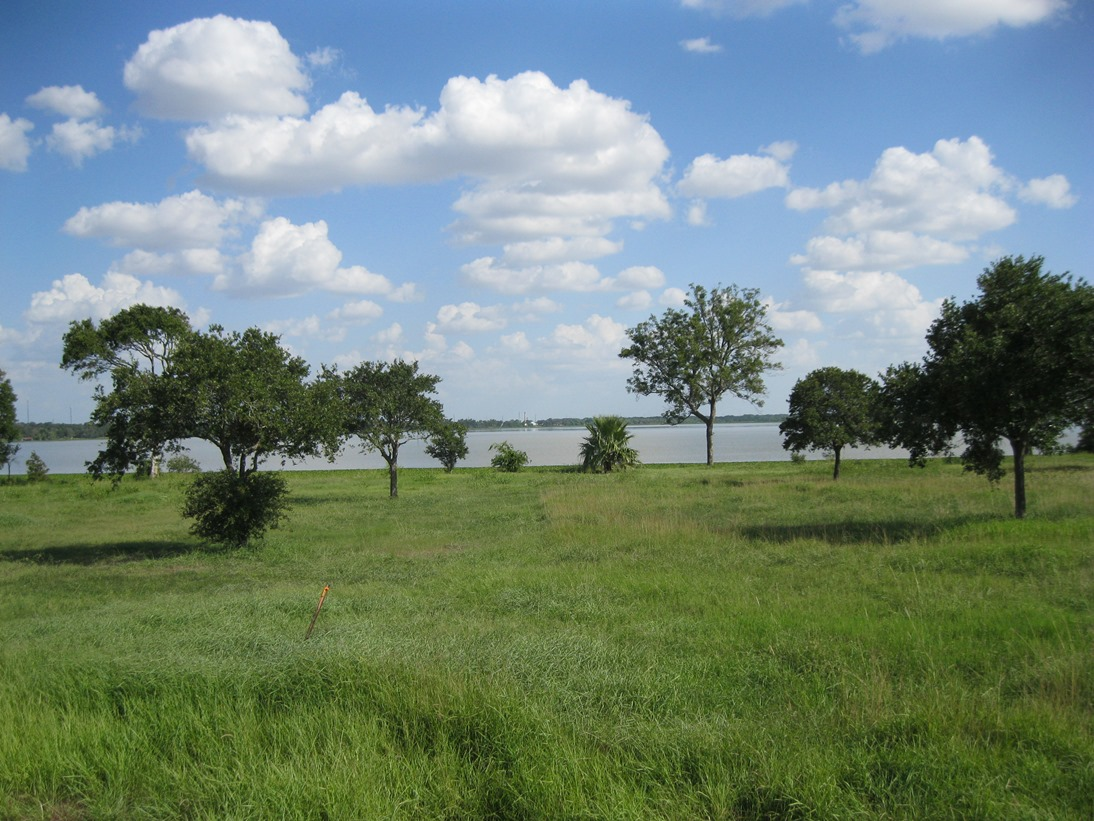
Eagle Lake dans le comté de Colorado.

Le comté de Colorado est situé dans l'Est du Texas, aux États-Unis,. 
Il a une superficie totale de 2 521 km2, composée de 2 487 km2 de terres et de 34,73 km2 de zones aquatiques. Le comté est composé de terres vallonnées avec une altitude de 46 m à 130 m. La température moyenne est de 35,5 °C en juillet et de 5 °C en janvier. Les précipitations annuelles moyennes sont de 1 041,4 mm.

## Comtés adjacents
| Comté de Fayette |                   | Comté d'Austin   |
|                  | comté de Colorado |                  |
| Comté de Lavaca  | Comté de Jackson  | Comté de Wharton |

## Démographie

Pyramide des âges du comté de Colorado (2000).

Lors du recensement de 2010, le comté comptait une population de 20 874 habitants. Elle est estimée, en 2017, à 21 232 habitants,.
| Groupes           | Comté de Colorado | Texas | États-Unis |
| ----------------- | ----------------- | ----- | ---------- |
| Blancs            | 75,1              | 70,4  | 72,4       |
| Afro-Américains   | 13,1              | 11,9  | 12,6       |
| Autres            | 8,9               | 10,6  | 6,4        |
| Métis             | 1,9               | 2,5   | 2,7        |
| Amérindiens       | 0,6               | 0,7   | 0,9        |
| Asiatiques        | 0,4               | 3,8   | 4,8        |
| Total             | 100               | 100   | 100        |
|                   |                   |       |            |
| Latino-Américains | 26,1              | 37,6  | 16,7       |

### Source de la traduction
- (en) Cet article est partiellement ou en totalité issu de l’article de Wikipédia en anglais intitulé « Colorado County, Texas » (voir la liste des auteurs).